# 421 TCN
421 TCN là một năm trong lịch La Mã.